# Nic Potter

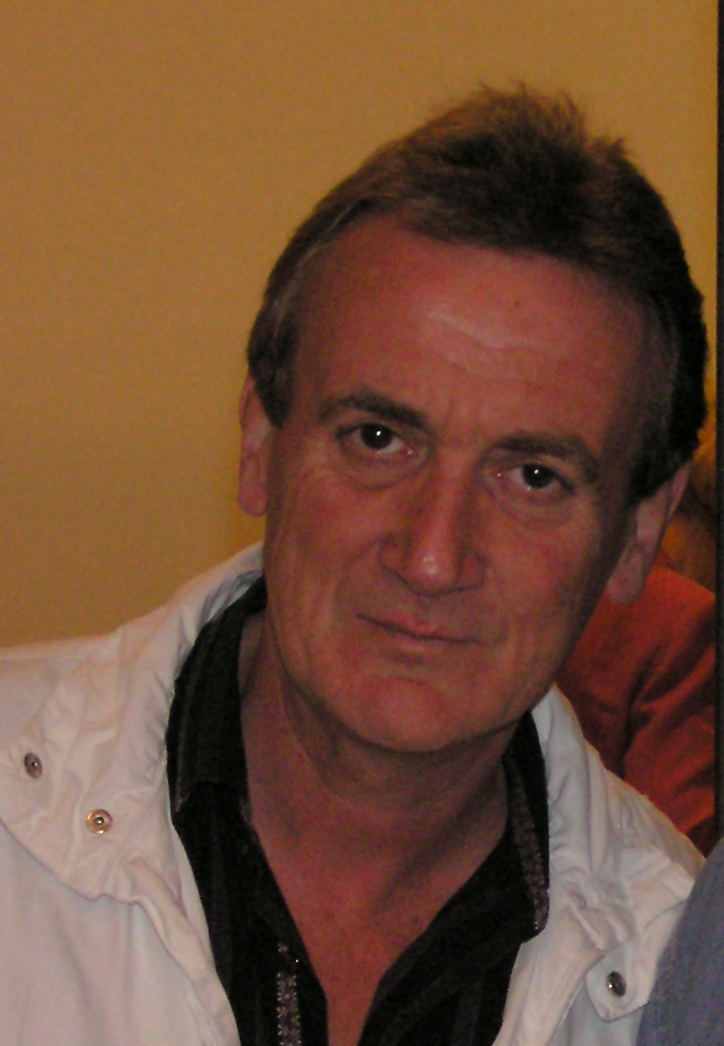
Potter in 2007

Nic Potter, bijnaam Mozart, (Wiltshire, 18 oktober 1951 – 17 januari 2013) was een Britse bassist, gitarist, componist en kunstschilder. Hij werd vooral bekend door zijn werk bij de progressieve rockgroep Van der Graaf Generator en met zanger Peter Hammill.
Potter maakte deel uit van The Misunderstood, met daarin onder meer drummer Guy Evans, en werd rond 1969 de bassist van de wederopgestane groep Van der Graaf Generator (VdGG), als vervanger van Keith Ellis. Hij speelde bas en gitaar op The Least We Can Do Is Wave To Each Other. Tijdens de opnames van H to He, Who Am the Only One verliet hij de band, uit onvrede over onder meer de muzikale richting van de groep. Hij hield wel contact, en werkte mee aan Peter Hammills eerste solo-album Fool's Mate (1971). Potter speelde daarna met onder meer de groepen Magna Carta, Jeff Beck, Chuck Berry en Rare Bird. In 1977 baste hij op Hammills album Over en keerde hij terug bij VdGG, waarmee hij opnieuw opnam. Potter voelde zich ook nu niet gelukkig met de groep, die in 1978 werd opgedoekt. In de jaren erna bleef hij echter samenwerken met Hammill. In 1983 begon hij ook een solocarrière. Hij nam verschillende albums op, meestal met elektronische muziek. Zijn laatste album verscheen in 2008, Live in Italy, met onder meer David Jackson.
In januari werd Potter in het ziekenhuis opgenomen met een longontsteking. Op 17 januari meldde Hammill op zijn website, dat Potter de vorige nacht was overleden.

## Discografie (selectie)
Solo:
- Mountain Music, 1983
- Sketches in Sound, 1986
- Self Contained, 1987
- Dreams in View 81-87 (compilatie-album), 1988
- The Blue Zone, 1990
- The Blue Zone Party (live, limited edition op cassette), 1991
- New Europe-Rainbow Colours, 1992
- Dreamworld, 1997
- Live in Italy, 2008

met Van der Graaf Generator:
- The Least We Can Do Is Wave To Each Other, 1970
- H tot He, Who Am the Only One, 1970
- The Quiet Zone/The Pleasure Dome, 1977
- Vital, 1978

met Peter Hammill (selectie):
- Fool's Mate, 1971
- Chameleon in the Shadow of the Night, 1973
- The Silent Corner and the Empty Stage, 1974
- Enter K, 1982
- Patience, 1983
- The Margin (live), 1985
- Out of Water, 1990
- Room Temperature (live), 1990
- Fireships, 1992
- The Noise, 1993
- Roaring Forties, 1994

met Guy Evans:
- The long hello volume two